# Klok van vrede en vriendschap tussen landen
De klok van vrede en vriendschap tussen landen (Pools: Dzwon Pokoju i Przyjaźni Między Narodami) is een monument in Poznan (Polen), nabij het voormalige Pruisische Fort Winiary (tegenwoordig Park Cytadela). De klok hangt 10 meter boven de grond tussen twee betonnen pilaren met een hoogte van 16 meter.
De klok weegt 850 kg en heeft een diameter van 102 cm. De klok is versierd met diverse ornamenten, inscripties en afbeeldingen van duiven, die symbool staan voor vrede.
De klok werd voor het eerst geluid op 11 oktober 1986, de dag van de inhuldiging. De klok haalt frequenties van 183 Hz en kan onder gunstige weersomstandigheden gehoord worden binnen een straal van 6-10 km. 
Tegenwoordig wordt de klok enkel gebruikt op nationale feestdagen of om belangrijke historische gebeurtenissen te herdenken. 

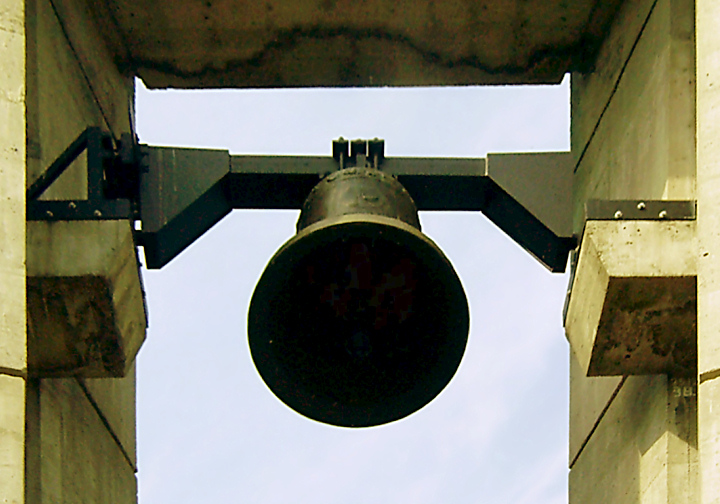
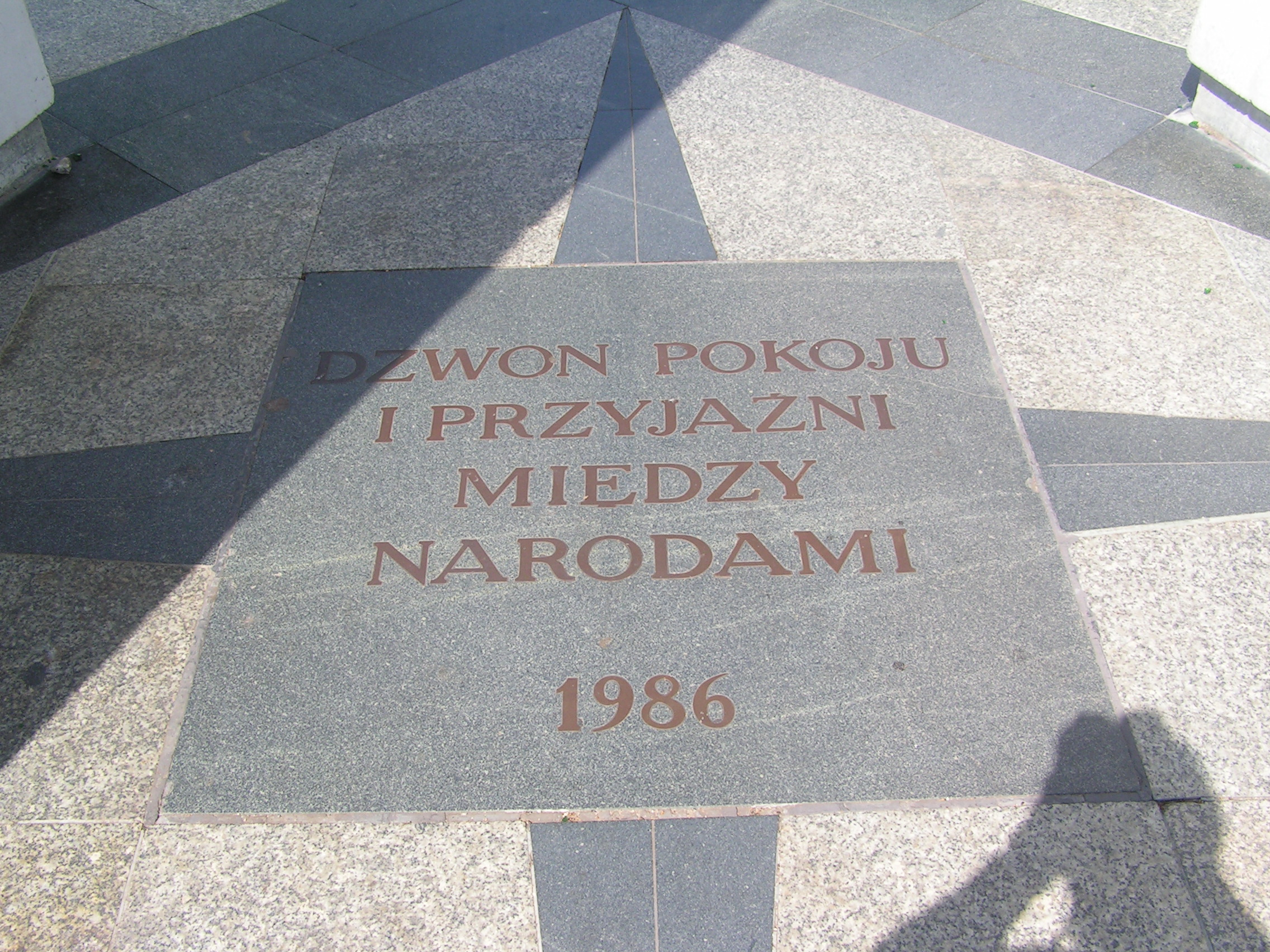
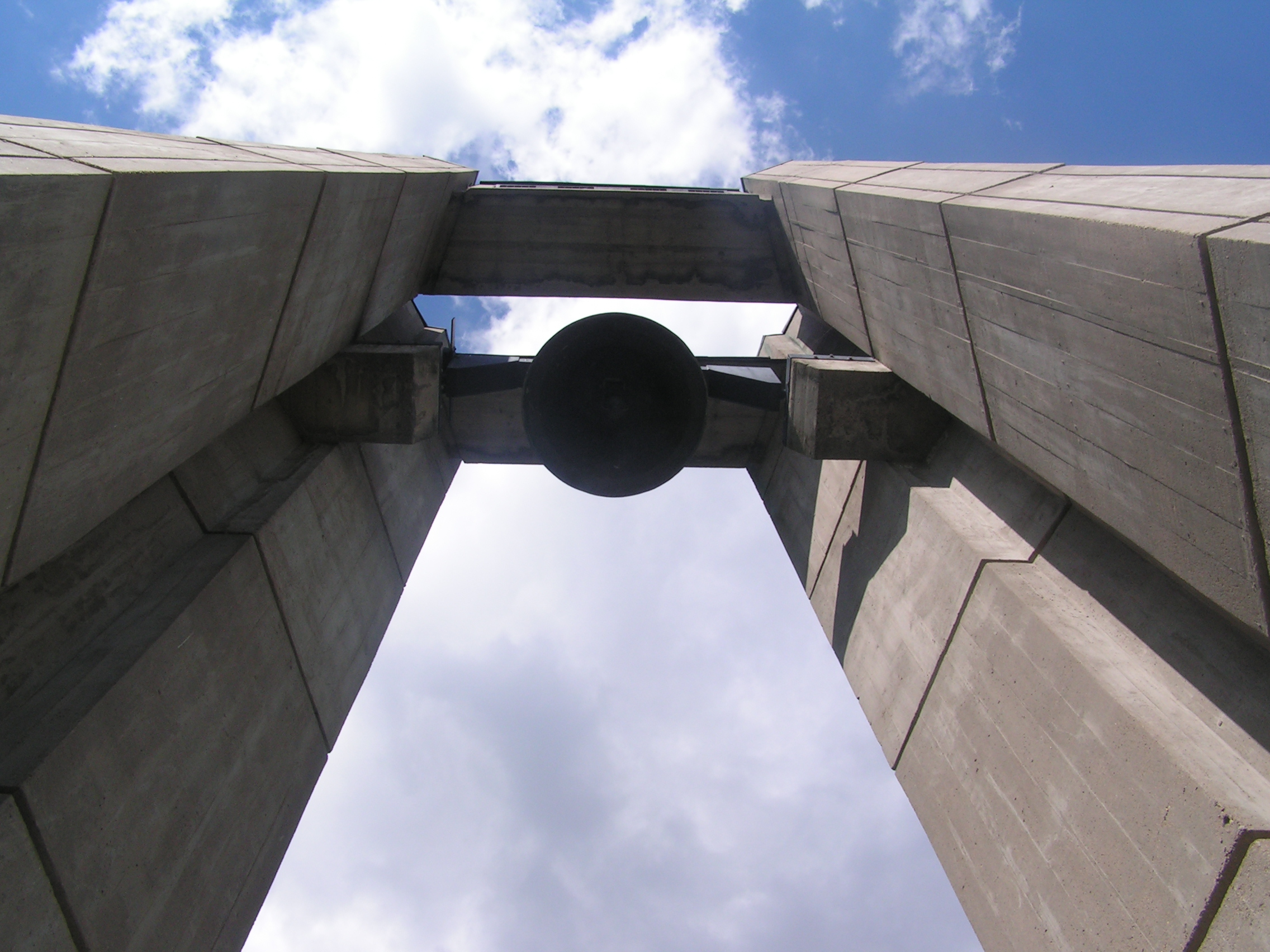
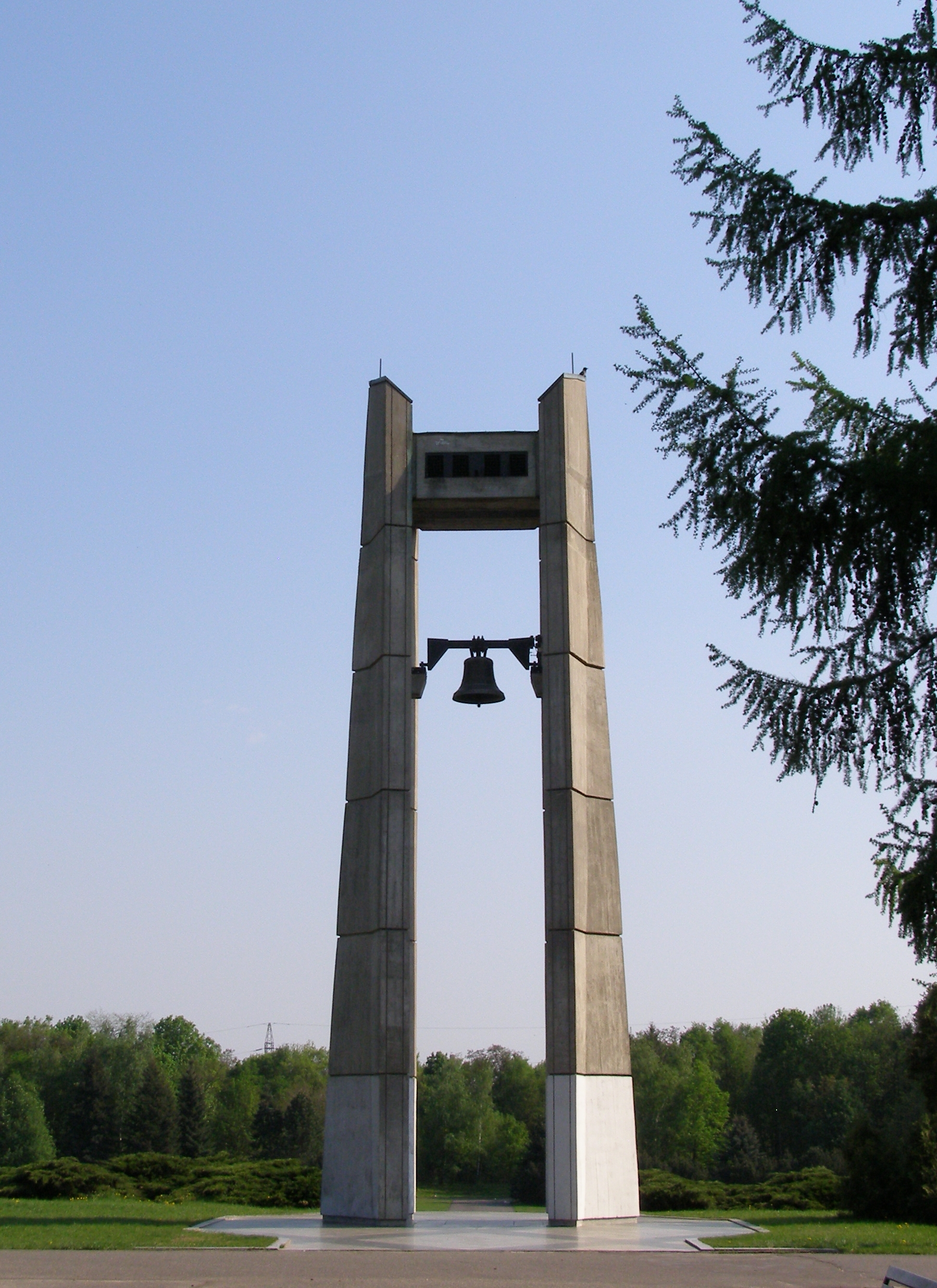